# Костюковичи
Костюко́вичи (бел. Касцюковічы) — город в Могилёвской области Беларуси. Административный центр Костюковичского района. Расположен на реке Жадунька. Самый восточный из всех городов Беларуси.
Численность населения — 14 757 человек (на 1 января 2025 года).
В 2008 году Костюковичи отметили 500-летие.
Мэр города - Моксачёв Вячеслав Николаевич

## География

### Климат
| Показатель                             | Янв.  | Фев.  | Март  | Апр. | Май  | Июнь | Июль | Авг. | Сен. | Окт.  | Нояб. | Дек.  | Год   |
| -------------------------------------- | ----- | ----- | ----- | ---- | ---- | ---- | ---- | ---- | ---- | ----- | ----- | ----- | ----- |
| Абсолютный максимум, °C                | 9,0   | 13,8  | 20,5  | 29,0 | 31,4 | 32,0 | 36,0 | 39,3 | 31,9 | 27,6  | 16,0  | 10,8  | 39,3  |
| Средний суточный максимум, °C          | −3,6  | −2,4  | 3,5   | 12,4 | 19,4 | 22,3 | 24,3 | 23,5 | 17,5 | 10,1  | 2,6   | −1,7  | 10,7  |
| Средняя температура, °C                | −6,4  | −6    | −0,7  | 7,2  | 13,3 | 16,6 | 18,6 | 17,4 | 12,2 | 6,0   | 0,0   | −4,2  | 6,2   |
| Средний суточный минимум, °C           | −9,2  | −9,7  | −4,9  | 2,0  | 7,3  | 10,9 | 12,9 | 11,3 | 6,8  | 1,9   | −2,5  | −6,6  | 1,7   |
| Абсолютный минимум, °C                 | −34,3 | −33,1 | −30,3 | −7,2 | −3,4 | −0,1 | 4,8  | 0,0  | −4,2 | −11,9 | −25   | −28,4 | −34,3 |
| Норма осадков, мм                      | 34,9  | 32,6  | 35,9  | 41,0 | 55,3 | 75,5 | 78,3 | 64,0 | 62,0 | 62,3  | 47,2  | 40,6  | 629,6 |
| Источник: Погода и климат Костюковичей |       |       |       |      |      |      |      |      |      |       |       |       |       |

## Геральдика
Герб и флаг учреждены Указом Президента Республики Беларусь от 3 января 2005 года № 1 и зарегистрированы в Государственном геральдическом регистре Республики Беларусь 6 января 2005 года № Б-33 и Б-34. Одобрены решением Костюковичского районного исполнительного комитета от 24 декабря 2002 года № 12-41.

## История

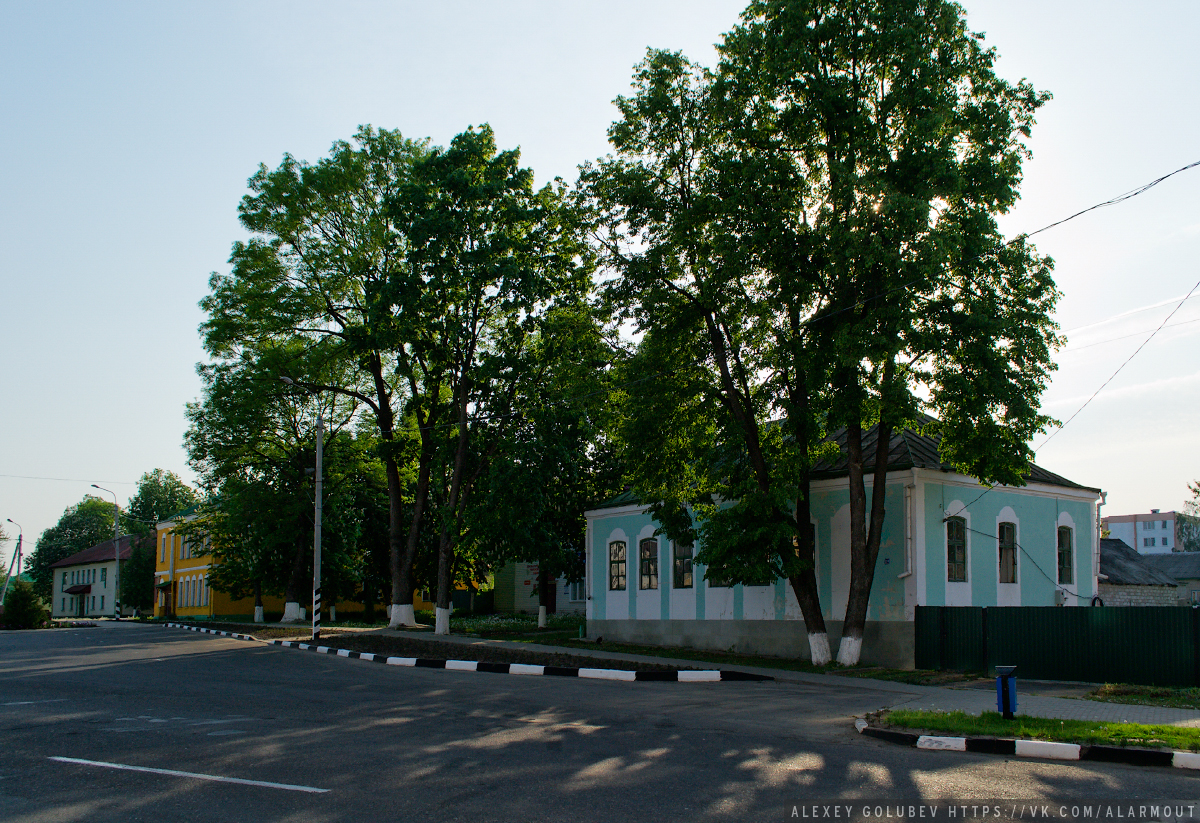
Историческая застройка

Впервые о Костюковичах упоминается в летописях с 1508 года как об одном из древних славянских поселений племени радимичей. В 2008 году Костюковичи праздновали 500-летие (в честь большого юбилея в центре города выстроили современную четырёхэтажную гостиницу).
Название поселения было образовано от коллективного прозвища костюковичи, означавшего «потомки или подданные человека по имени Костюк». Именная форма Костюк является разговорным вариантом христианского имени Константин.
Местечко Костюковичи уже в 16 столетии было торговым центром. После раздела Речи Посполитой в 1772 году Костюковщина вошла в состав Российской империи.
В середине XIX века в местечке Костюковичи Климовичского уезда проживало 1650 человек, было 310 дворов, православная церковь, синагога, уездное трехклассное приходское училище. Были развиты ремесленные промыслы: гончарное, бондарное, столярное.

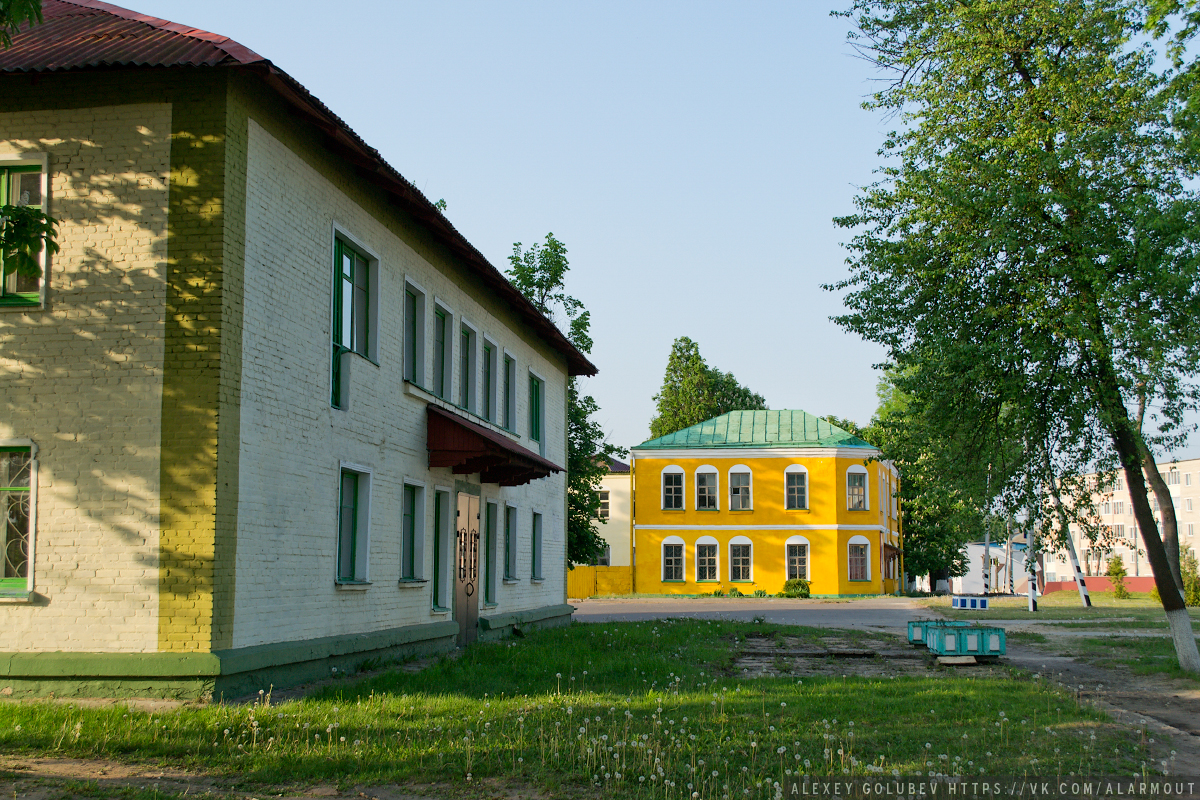

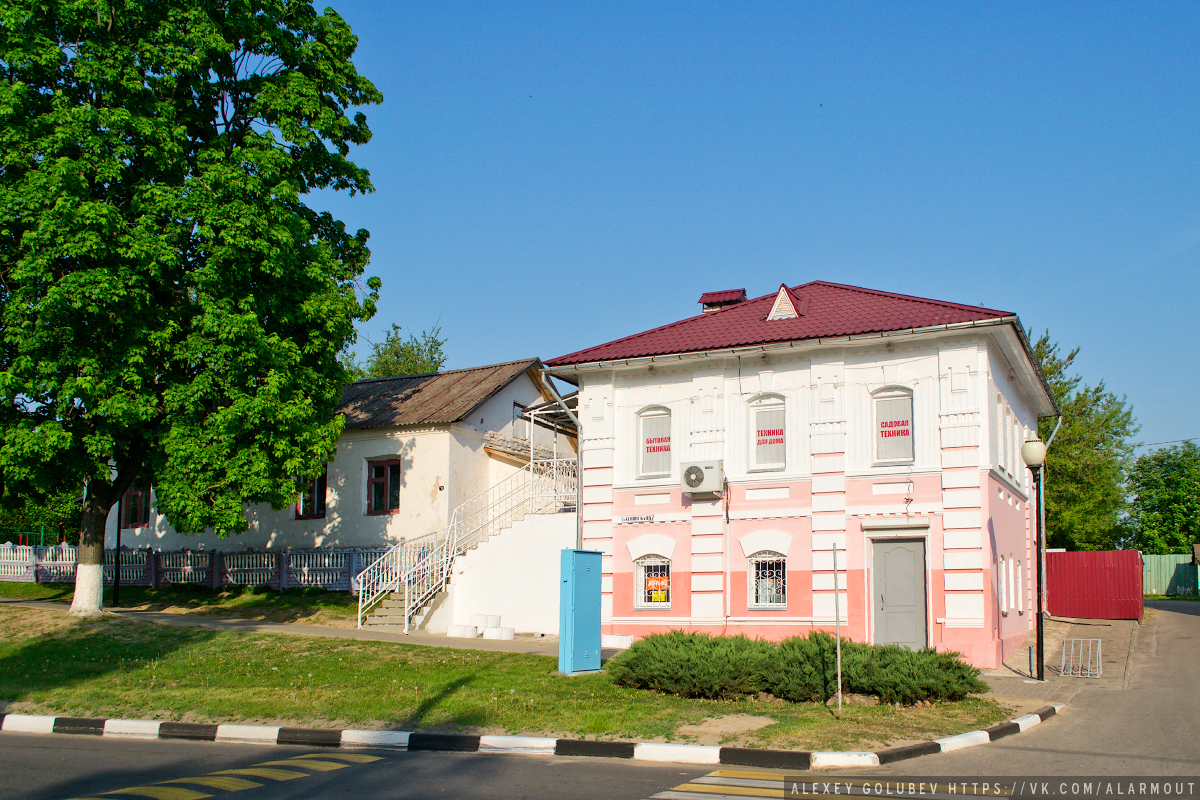

В годы довоенных пятилеток в Костюковичах начала развиваться промышленность, перерабатывающая местное сырьё. В 1930-х годах были построены корпуса промышленного комбината, льнозавода, кирпичного завода, начала работать швейная артель «Прогресс». 
20 октября 1995 года административные единицы Костюковичский район и город Костюковичи, имеющие общий административный центр, объединены в одну административную единицу — Костюковичский район. 

## Население
Численность населения — 14 757 человек (на 1 января 2025 года). Численность населения — 15 089 человек (на 1 января 2023 года).
| Численность населения с 1897 года:                                                                                             |
| График не отображается по техническим причинам. Чтобы исправить это, воспроизведите график в новом формате, если это возможно. |

| Год            | 1897 | 1939  | 1959  | 1970  | 1979   | 1989    | 2001    | 2006    | 2018    | 2020    | 2023    | 2025    |
| -------------- | ---- | ----- | ----- | ----- | ------ | ------- | ------- | ------- | ------- | ------- | ------- | ------- |
| Население чел. | 700  | ▲6092 | ▲8120 | ▼6998 | ▲ 9214 | ▲13 235 | ▲17 592 | ▼16 405 | ▼15 977 | ▼15 600 | ▼15 089 | ▼14 757 |

| Национальный состав по переписи 2009 года | Национальный состав по переписи 2009 года | Национальный состав по переписи 2009 года | Национальный состав по переписи 2009 года | Национальный состав по переписи 2009 года | Национальный состав по переписи 2009 года | Национальный состав по переписи 2009 года | Национальный состав по переписи 2009 года | Национальный состав по переписи 2009 года | Национальный состав по переписи 2009 года | Национальный состав по переписи 2009 года |
| Всего (2009)                              | белорусы                                  | белорусы                                  | русские                                   | русские                                   | украинцы                                  | украинцы                                  | армяне                                    | армяне                                    | молдаване                                 | молдаване                                 |
| ----------------------------------------- | ----------------------------------------- | ----------------------------------------- | ----------------------------------------- | ----------------------------------------- | ----------------------------------------- | ----------------------------------------- | ----------------------------------------- | ----------------------------------------- | ----------------------------------------- | ----------------------------------------- |
| 15 993                                    | 14 373                                    | 89,87%                                    | 1310                                      | 8,19%                                     | 219                                       | 1,37%                                     | 15                                        | 0,09%                                     | 8                                         | 0,05%                                     |

По переписи 1939 года, в Костюковичах проживало 4262 белоруса (70%), 1134 еврея (18,6%), 569 русских (9,3%), 99 украинцев (1,6%).

## Транспорт

### Велодвижение
В 2020 году было проведено анкетирование о велодвижении. Было опрошено 72 жителя: 60 женщин и 12 мужчин. Согласно опросу велосипед имеется у 39%. 

## Экономика
Основу экономики района составляет промышленное производство, представленное 5 предприятиями разных форм собственности:
- ОАО «Белорусский цементный завод» (один из трёх в стране, введён в эксплуатацию в 1996 году)
- РУПП «Могилевхлебпром» филиал «Костюковичский хлебозавод»
- Производственный участок по производству спирта этилового ректификованного ОАО "Климовичский ликеро-водочный завод"
- Филиал «Костюковичиводоканал» УПКП ВКХ «Могилевоблводоканал»
- УКПП «Костюковичский жилкоммунхоз».

Основными торговыми организациями являются:
- Костюковичское районное потребительское общество с сетью магазинов и предприятий общественного питания
- филиал № 1 «Цемагро» ОАО «Белорусский цементный завод»

Всего в районе 146 предприятий розничной торговли, 50 объектов общественного питания, в том числе общедоступных 19.
Бытовое обслуживание района представлено Домом быта, 8 сельскими комплексными приёмными пунктами и др. Всего в районе оказывают бытовые услуги 43 субъекта хозяйствования, из них 13 индивидуальных предпринимателей.

## Образование

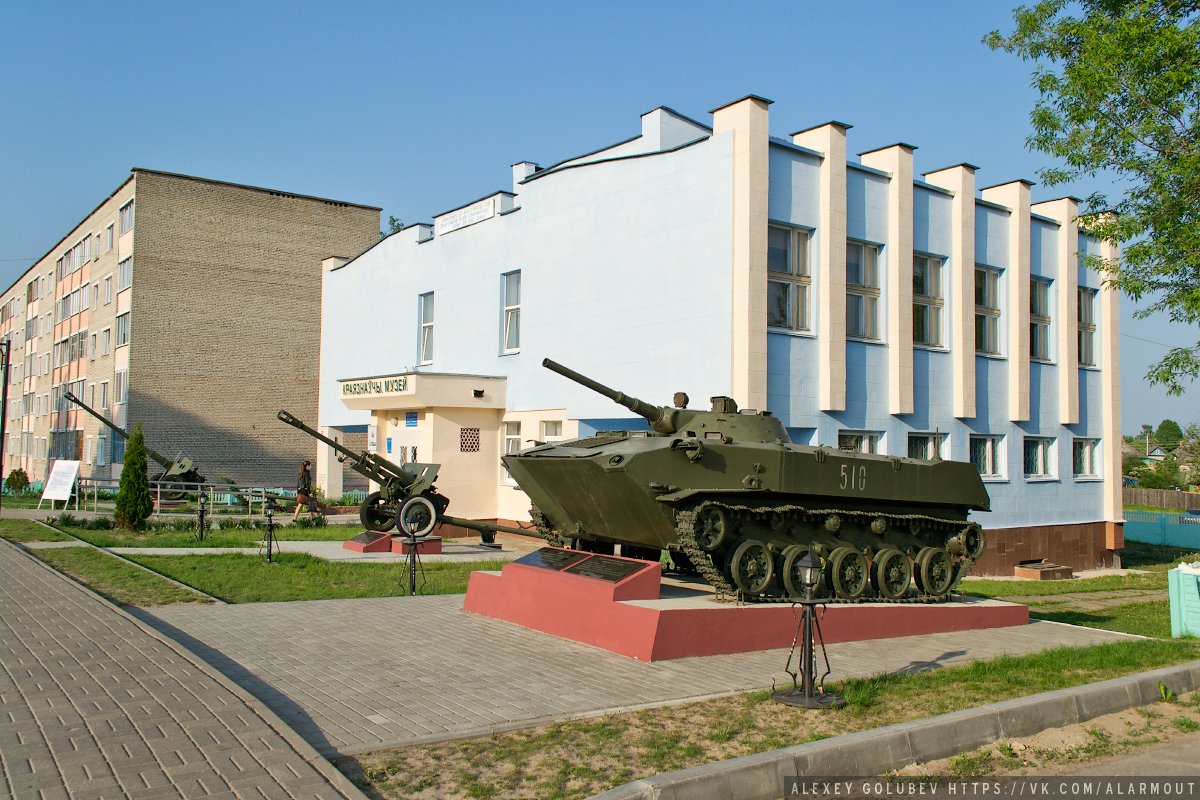
Краеведческий музей

В Костюковичах расположено учреждение профессионально-технического образования — Костюковичский государственный колледж (ранее-профессиональный лицей № 8) (готовит штукатуров, продавцов, слесарей, трактористов-машинистов, водителей категории C, вальщиков леса, швей, электросварщиков).

## Культура
- Учреждение культуры «Костюковичский краеведческий музей»
- Центр культуры
- Дом ремёсел

## События и мероприятия

### События
- 29 августа 2008 года Костюковичи отметили 500-летие[24].
- В 2018 году Костюковичи отметили 510-летие.

### Мероприятия
- Региональный фестиваль поэзии и авторской песни «Письменков луг». Проводится в городе Костюковичи и деревне Белынковичи с периодичностью один раз в два года. Впервые фестиваль «Письменков луг» состоялся в 2011 году на берегу реки Беседь в деревне Белынковичи в живописном месте напротив дома, где жил поэт Алесь Письменков.[25][26][27][28][29]
- 18-19 августа 2023 года — спортивно-культурный фестиваль "Вытокі. Крок да Алімпу"[30][31][32][33]

## Достопримечательности

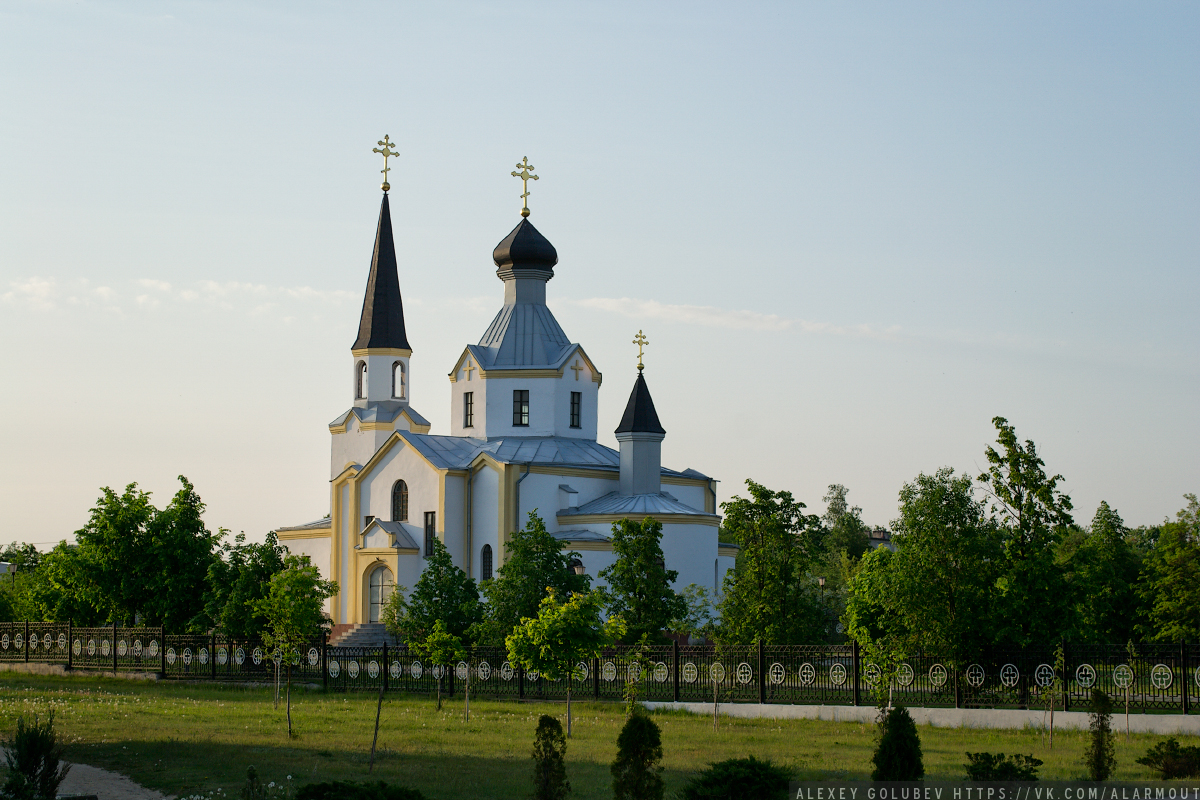
Крестовоздвиженская церковь

- Крестовоздвиженская церковь (1999)
- Исторические здания (XIX — начало XX в., фрагменты)
- Дом сапожника Ивана Пономарёва (XIX в.)
- Амфитеатр

### Памятник, скульптура
- Памятник В. И. Ленину

- Мемориальный комплекс, посвящённый воинам-землякам, погибшим в годы Великой Отечественной войны, площадь имени Василия Маргелова[34]
  - Братская могила советских воинов и партизан, погибших при освобождении города Костюковичи в 1943 году, расположена в сквере, ул. Ленинская —  Историко-культурная ценность Республики Беларусь, шифр 513Д000475
  - Памятник, посвящённый воинам-интернационалистам
  - Памятник партизанским формированиям, действующим в годы Великой Отечественной войны с 1941 года по 1945 год на территории Костюковичского района. С одной стороны на мемориальной плите нанесён полный список, действовавших в годы Великой Отечественной войны на территории Костюковичского района партизанских формирований, с другой – изображён А. М. Еремин, командир 5-й Клетнянской партизанской бригады[35].
  - Аллея Славы. В самом центре Костюковичей заложена Аллея Славы и памяти воинов, павших в годы Великой Отечественной войны. На ней установлено шесть бронзовых бюстов Героев Советского Союза (В. Ф. Маргелову, А. Н. Воронцову, Ф. М. Авхачёву, В. А. Скугарю, М. И. Зиньковичу, Н. П. Судиловскому).

- Памятник-самолёт Су-24М. Установлен в Центральном парке по ул. Ленинской в честь земляка Героя Советского Союза лётчика В. А Скугаря. Является экспонатом районного краеведческого музея и входит в состав экспозиции боевой техники под открытым небом.
- Памятный знак — камень, установленный в честь 400-летия основания города Костюковичи (1992). На камне высечена дата 1592 год, так как ранее считалось, что город возник в этом году, по крайней мере, в печатных источниках первое упоминание относится к этой дате. Однако в скором времени появились более ранние источники упоминания о Костюковичах, а именно — 1508 год. Об этом свидетельствует документ, обнаруженный в Гродненском архиве. В итоге город стал старше на целых 100 лет и в 2008 году отметил своё 500-летие.
- Памятный знак — камень, установленный к 500-летию города (2008).
- Памятный знак 20-летию аварии на ЧАЭС
- Памятный знак погибшим сотрудникам милиции (2016)
- Памятный знак в честь 25-летнего юбилея ОАО «Белорусский цементный завод» (2021)
- Памятный знак поэтам и писателям из Костюковичского района «Літаратурная спадчына» (2022)[36]

### Утраченное наследие
- Костёл при монастыре францисканцев
- Церковь (XIX в.)

## Галерея

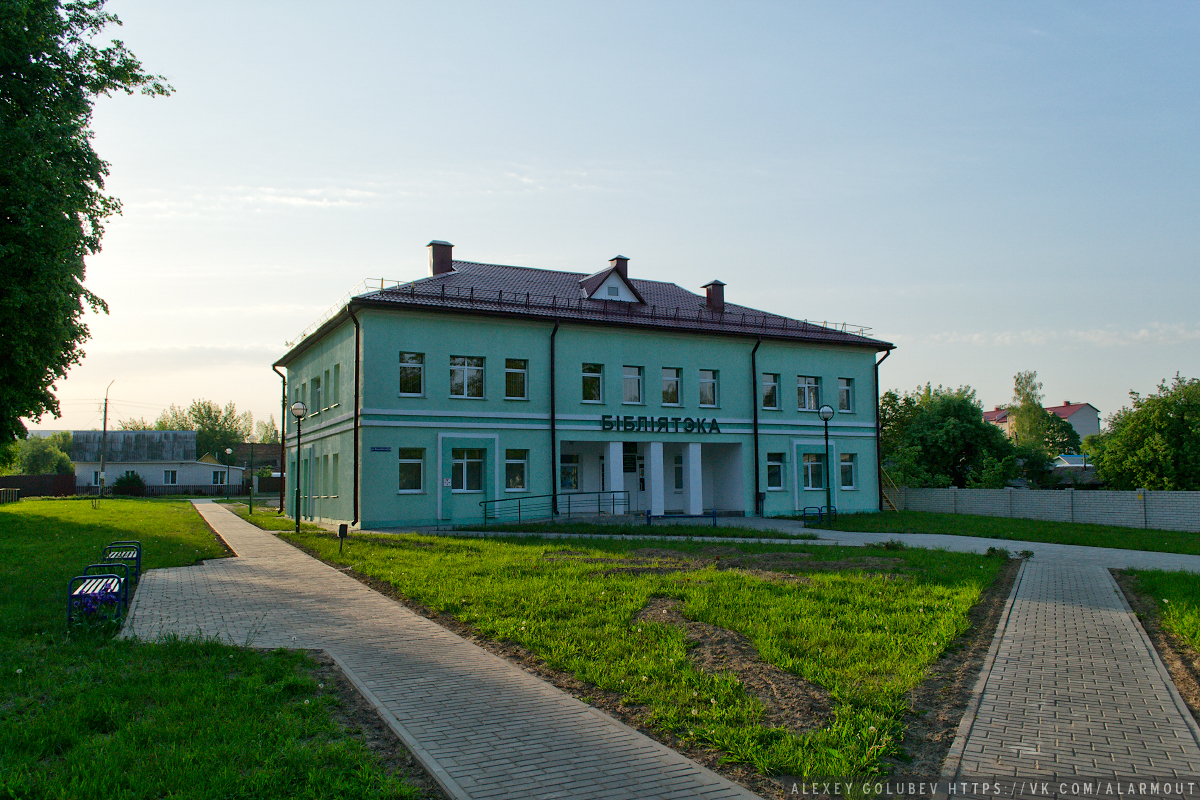
Библиотека
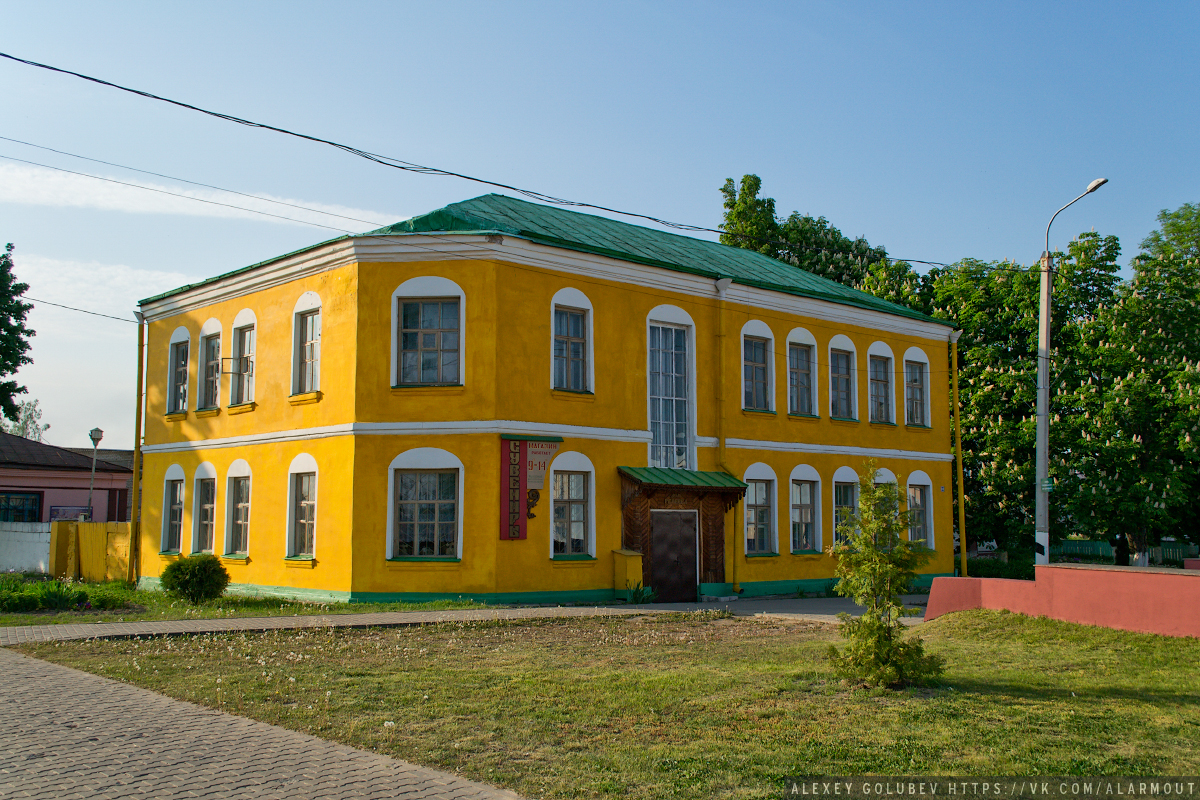
Дом ремёсел
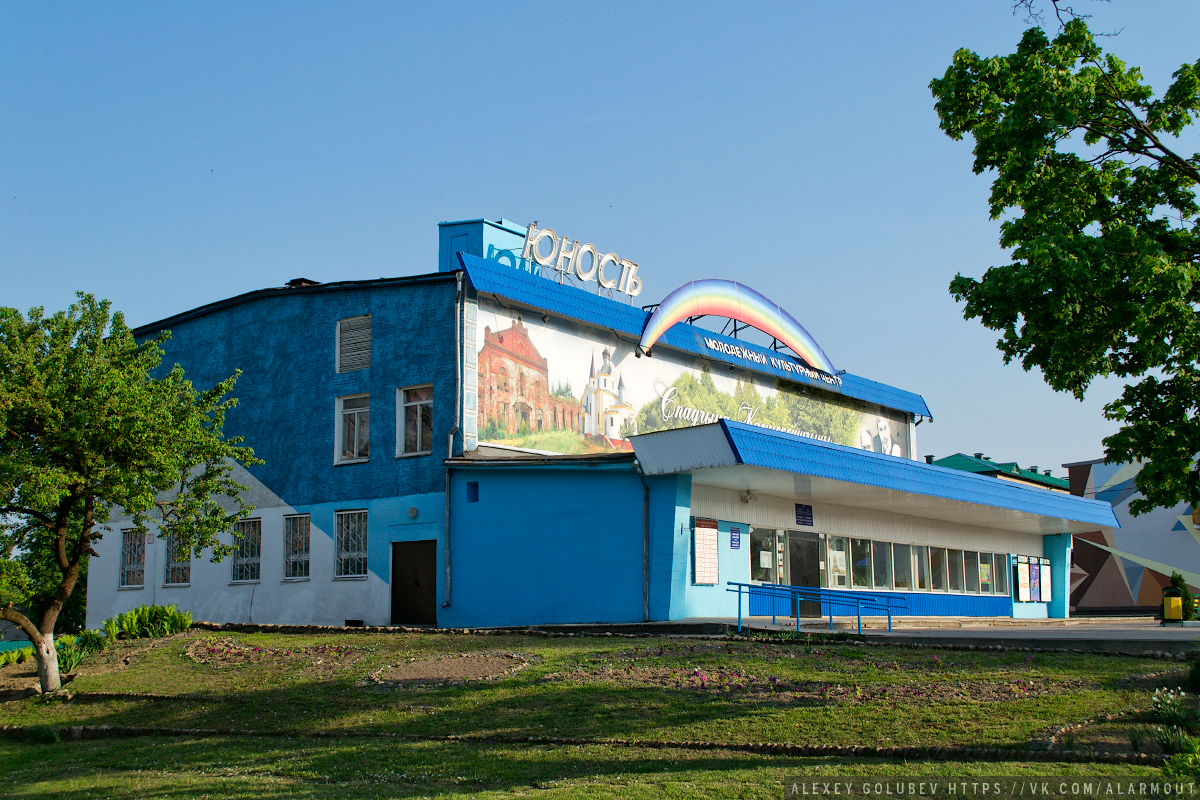
Кинотеатр
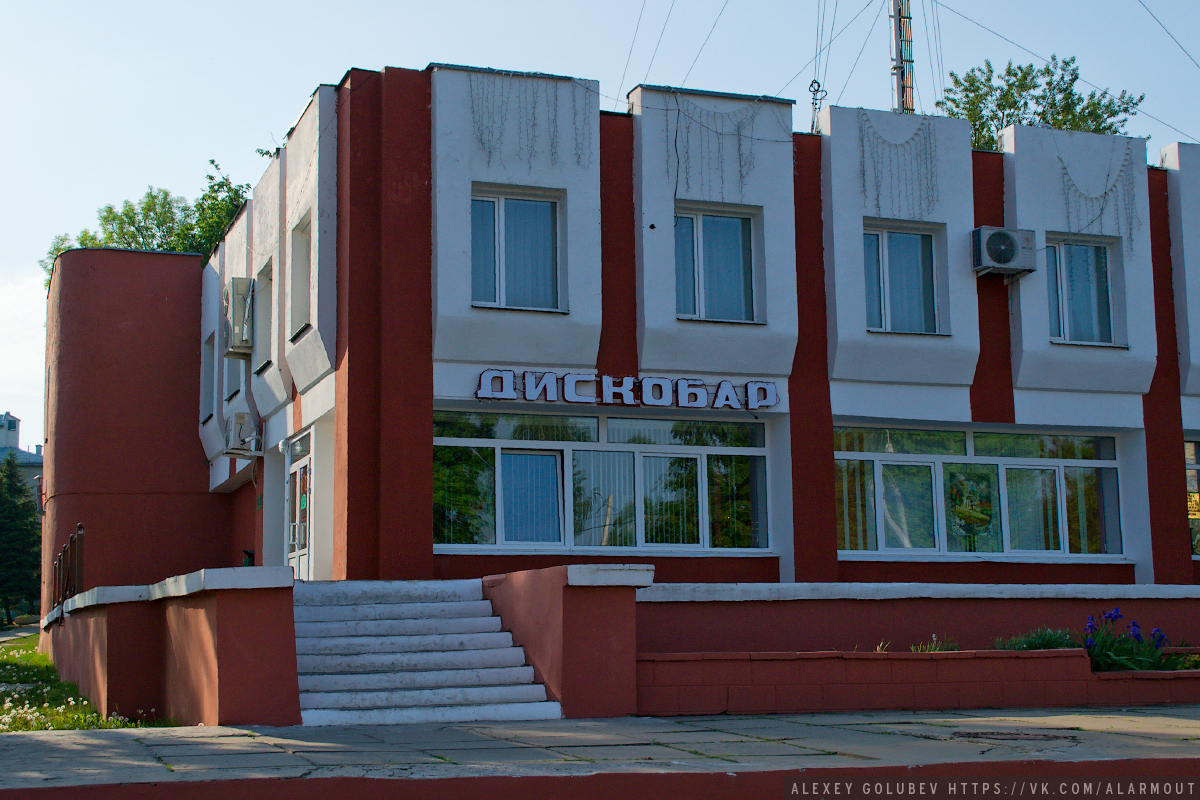
Ресторан
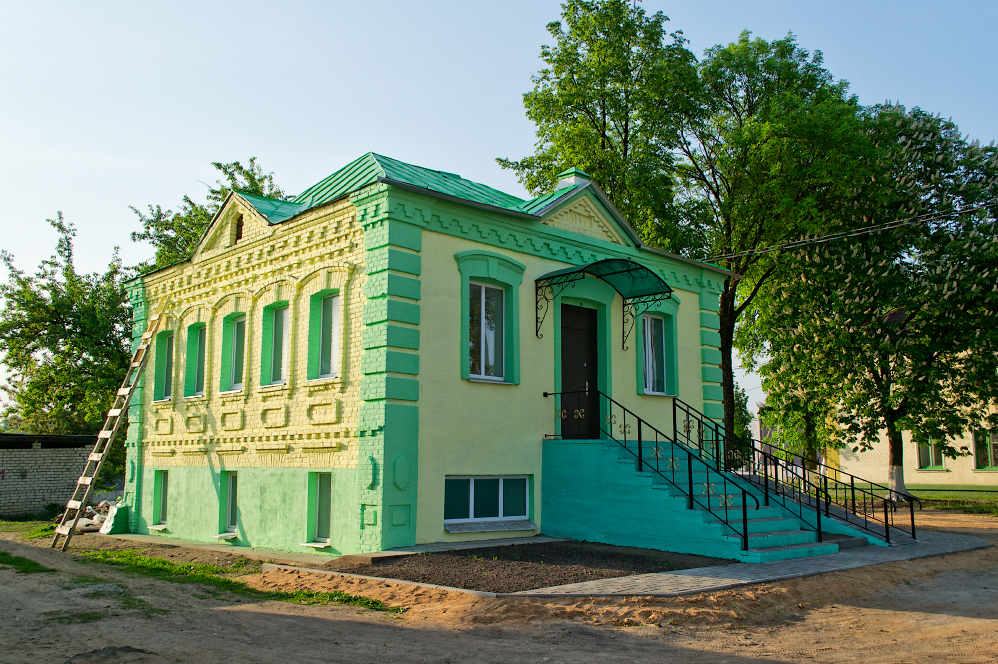
Историческая застройка
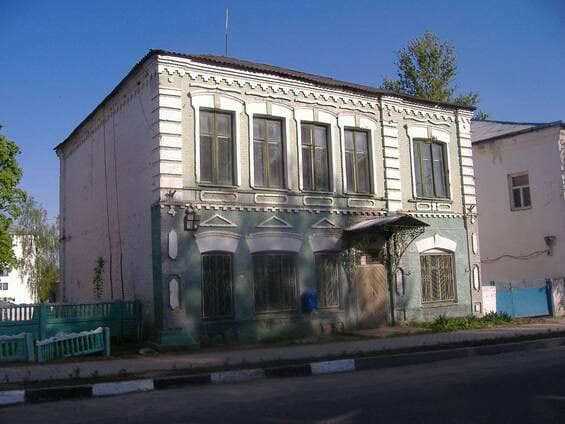
Историческая застройка
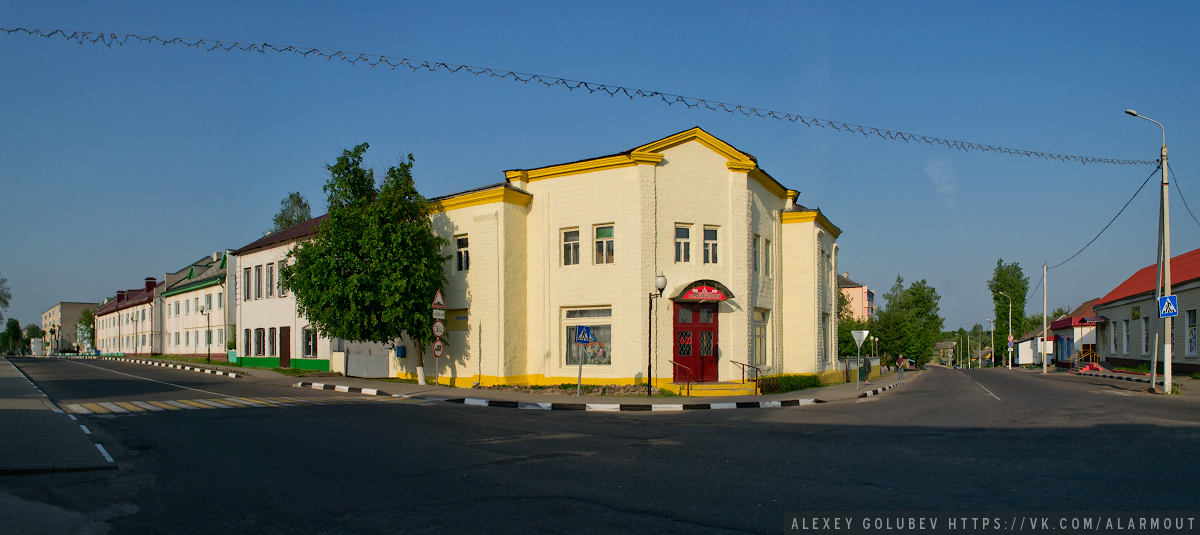
Историческая застройка
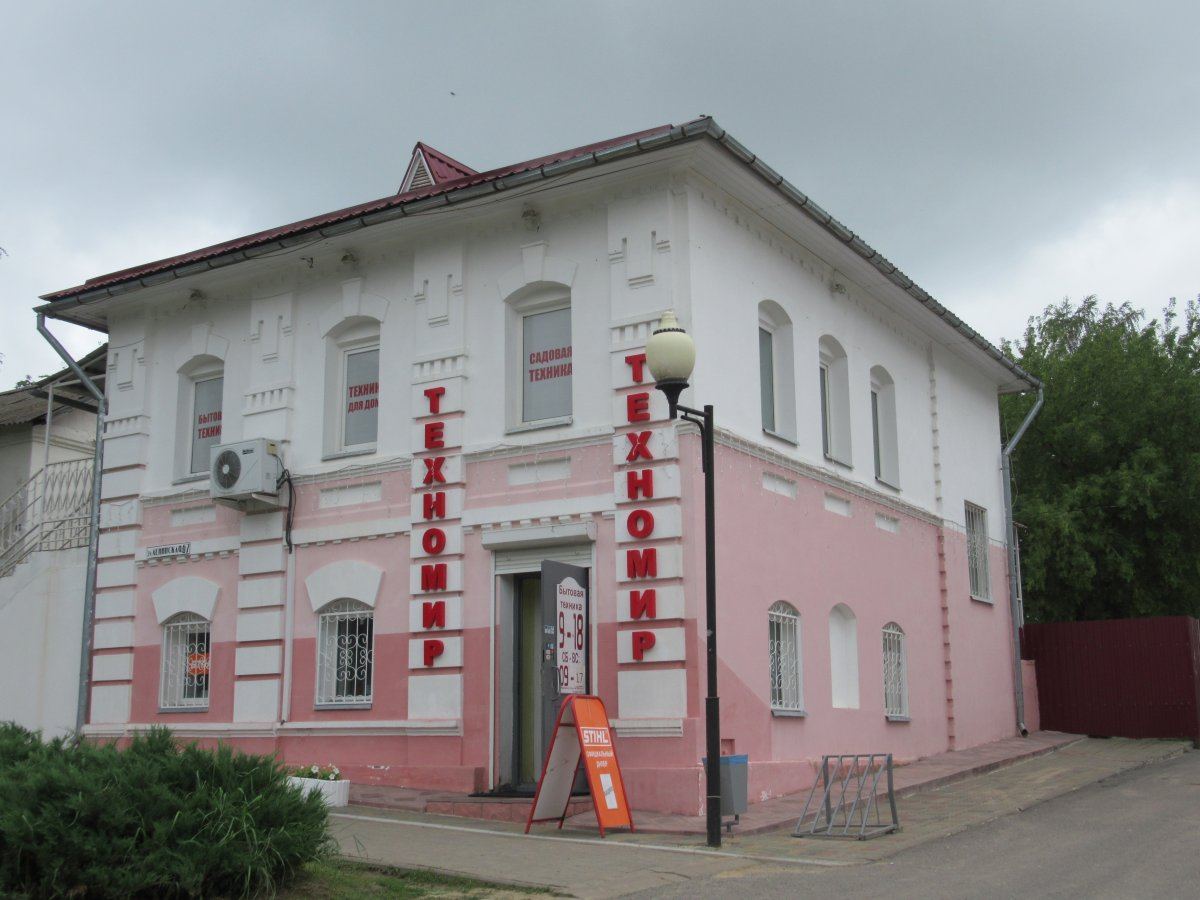
Дом сапожника Ивана Пономарёва (XIX в.)
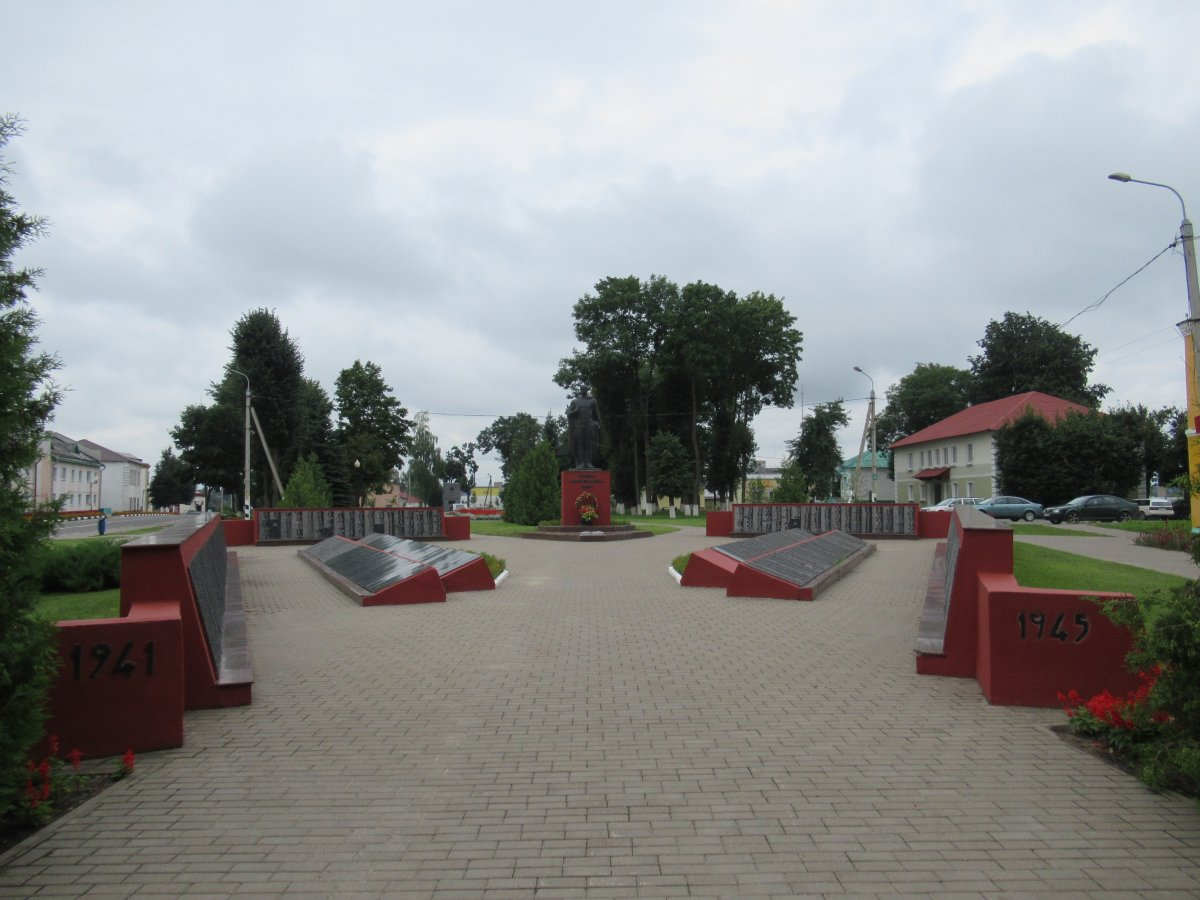
Мемориальный комплекс
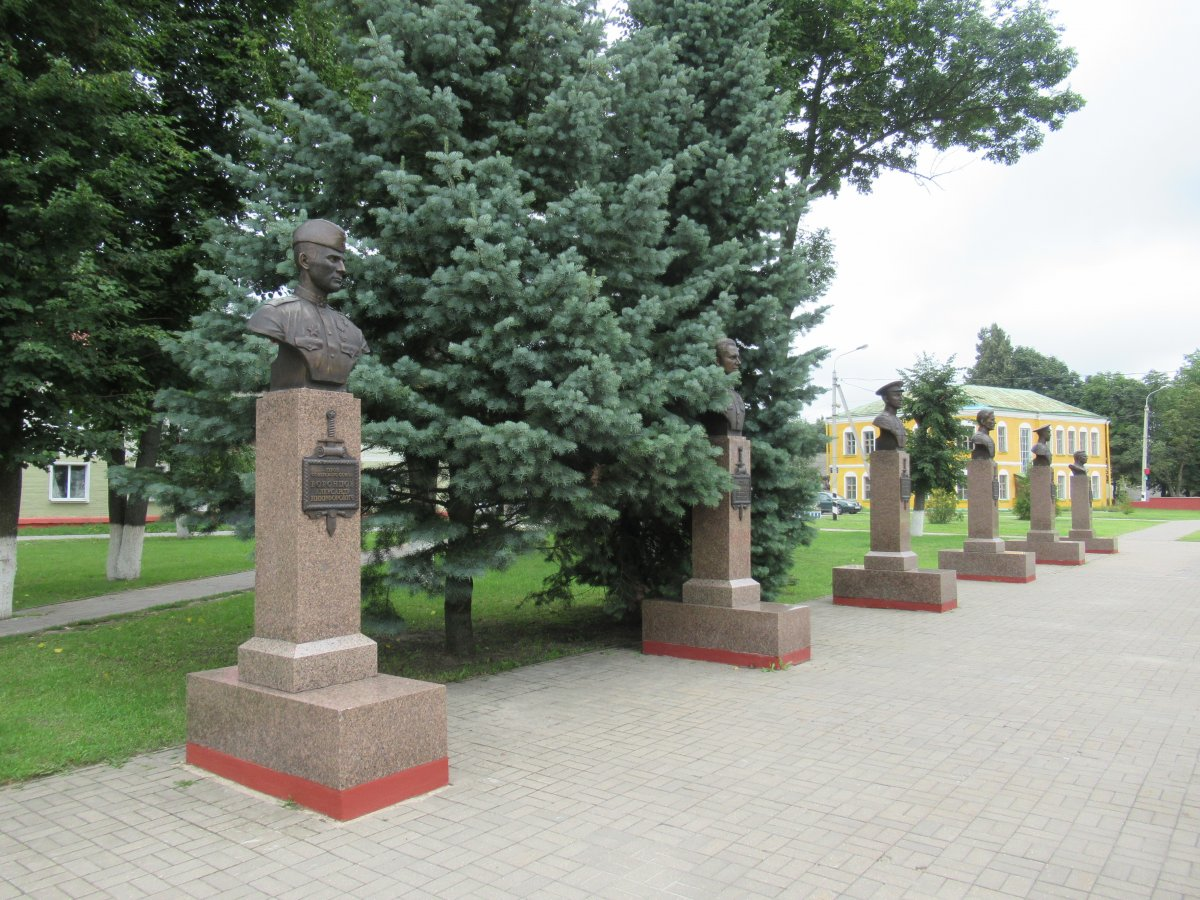
Мемориальный комплекс
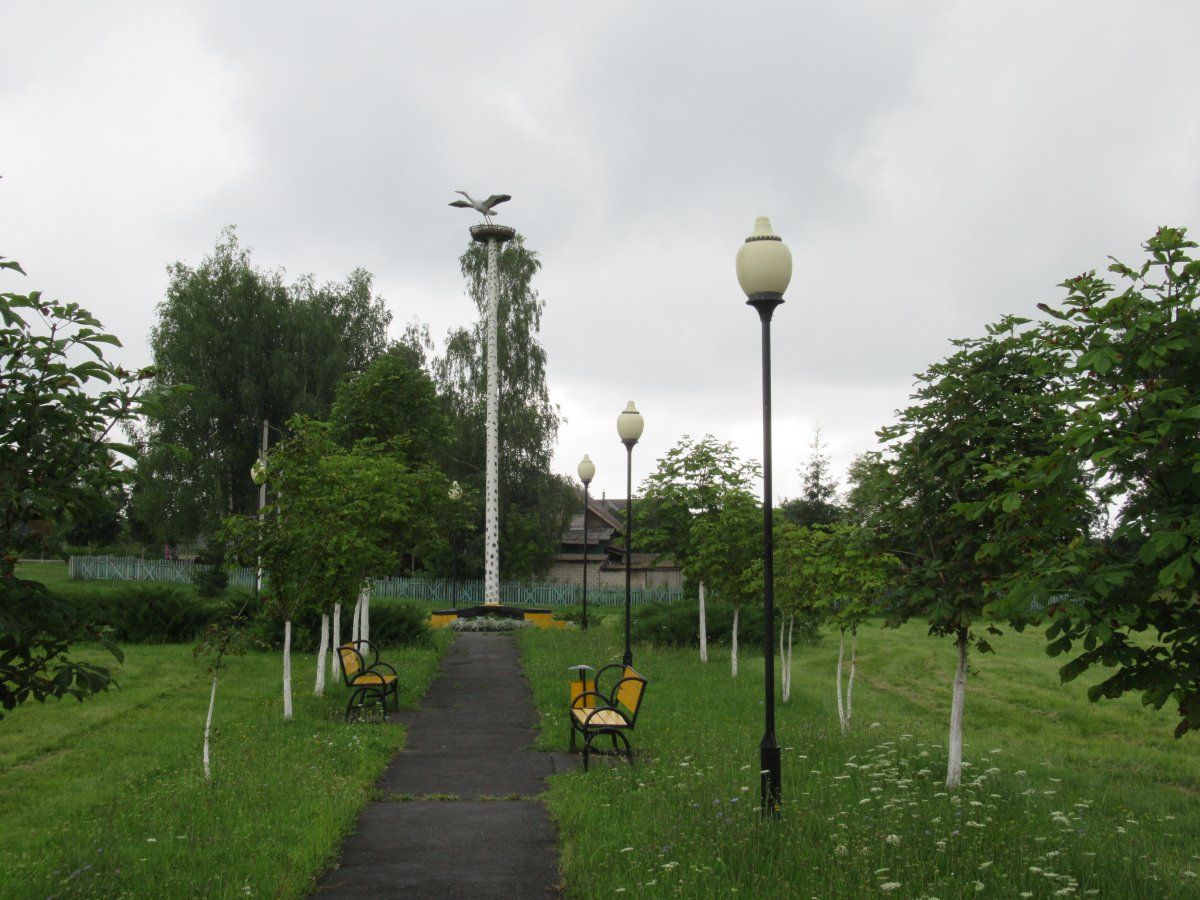
Памятный знак 20-летию аварии на ЧАЭС